# Алмазов, Валентин Иванович
Валенти́н Ива́нович Алма́зов (псевдоним Разумо́вский; 1889, Симбирская губерния — 17 марта 1921, Березов) — эсер, журналист, редактор, делегат Всероссийского Учредительного собрания, член КОМУЧа.

## Биография
Родился в 1889 году в Симбирской губернии в семье диакона. Учился в Симбирской духовной семинарии, из которой был исключен в 1905 году. С этого времени находился под надзором полиции.
Вскоре вступил в Партию социалистов-революционеров (ПСР), где получил псевдоним «Разумовский». В 1907 году был выслан по решению суда в Вологодскую губернию.
Работал журналистом, литератором, редактором газеты «Волжские вести». В 1917 году он был избран делегатом III-го съезда ПСР (25 мая — 4 июня) и II-го Всероссийского съезда крестьянских депутатов. В том же году стал членом Учредительного собрания по Симбирскому избирательному округу от эсеров и Совета крестьянских депутатов (список № 2). Участвовал в заседании-разгоне Собрания от 5 января 1918 года.
В 1918 году стал членом первого антибольшевистского правительства России — КОМУЧа. Почти сразу был арестован колчаковцами, но освобожден по требованию восставших чехов. В начале 1920-х годов, отойдя от политики, занимался наукой и кооперацией; поселился в Тобольской губернии. Был расстрелян чекистами в ходе Западносибирского восстания как человек, который мог оказаться полезным «бандитам».

## Семья
Жена: Евдокия Яковлевна Соснина.